# Acacia hispidissima
Acacia hispidissima é uma espécie de leguminosa do gênero Acacia, pertencente à família Fabaceae.